# Sonda per introduzione liquida diretta
In spettrometria di massa la sonda per introduzione liquida diretta (in inglese direct liquid introduction probe) è un'interfaccia non ionizzante per accoppiare la cromatografia liquida alla spettrometria. Questa interfaccia dà bassa sensibilità.
Si indica comunemente con la sigla DLI (dalla lingua inglese Direct Liquid Introduction).

## Meccanismo
Il liquido passa in un capillare con una piccola perdita (circa 5 µm). La parte che esce evapora essendo esposta al vuoto e il solvente in fase gassosa diventa gas reagente per la ionizzazione chimica. Non si può ionizzare con altri metodi.